# Oleśnica Mała (gmina)

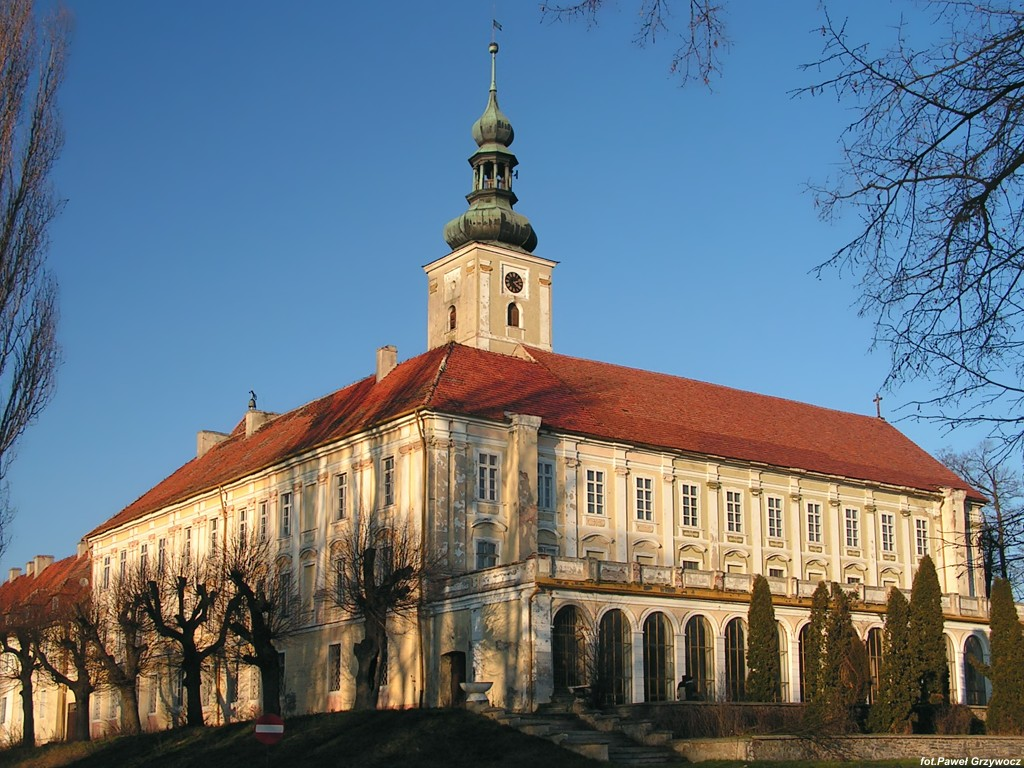
Pałac w Oleśnicy Małej

Oleśnica Mała – dawna gmina wiejska istniejąca w latach 1945–1954 w woj. wrocławskim (dzisiejsze woj. dolnośląskie). Siedzibą władz gminy była Oleśnica Mała.
Gmina Oleśnica Mała powstała po II wojnie światowej na terenie tzw. Ziem Odzyskanych (tzw. II okręg administracyjny – Dolny Śląsk). 28 czerwca 1946 gmina – jako jednostka administracyjna powiatu oławskiego – weszła w skład nowo utworzonego woj. wrocławskiego.
Według stanu z 1 lipca 1952 gmina składała się z 10 gromad: Bryłów, Bryłówek, Częstocice, Jaworów, Kalinowa, Kłosów, Miechowice Oławskie, Niemil, Oleśnica Mała i Owczary. Gmina została zniesiona 29 września 1954 wraz z reformą wprowadzającą gromady w miejsce gmin. Jednostki nie przywrócono 1 stycznia 1973 wraz z kolejną reformą reaktywującą gminy.
Zobacz też: gmina Oleśnica.